# Vitello Vitelli
Vitello Vitelli (* um 1480 in Città di Castello; † Mai 1528 in Neapel) war ein italienischer Condottiere und Adliger.

Wappen der Familie Vitelli

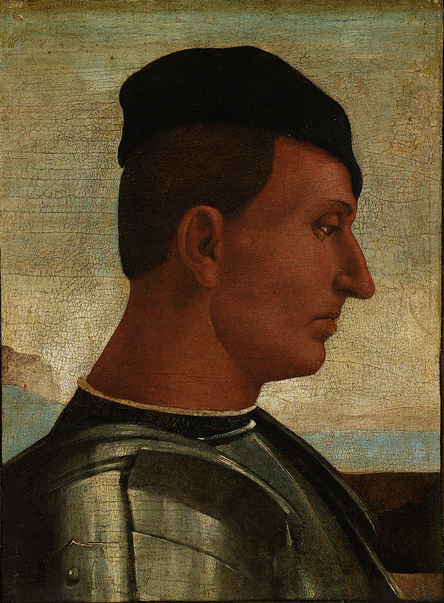
Luca Signorelli
Porträt von Camillo Vitelli (ca. 1493–1496)

Er gehörte der Familie Vitelli an und war der Sohn von Camillo Graf von Montone und soll auch der erste Ehemann von Angela de’ Rossi, einer Angehörigen der Familie Rossi aus Parma, gewesen sein. Er war ein Mann mit großen militärischen Fähigkeiten und ein Liebling der Päpste Leo X. und Clemens VII.

## Leben

### Anfänge und venezianischen Jahre
Der um 1480 in Città di Castello als Sohn von Camillo Vitelli geborene Vitello musste seine Heimatstadt bereits 1503 verlassen. Er floh in Begleitung seines Onkels Giulio (Bischof der Stadt) und seines Cousins Giovanni († 1512) aufgrund des zunehmenden päpstlichen Drucks zunächst nach Perugia und dann nach Siena. Er schloss sich mit Giovanni Rossetto († 1505) zusammen, um Rimini zu erobern und es an Pandolfo IV. Malatesta zurückzugeben. Ab November 1507 stand er im Sold der Venezianer, die ihn in einigen Schlachten gegen die Österreicher (1508) einsetzten und von denen er viel Lob erhielt, was der Umstand beweist, dass sogar General Giorgio Cornaro (1454–1527), der Bruder der Königin von Zypern Caterina Cornaro, ihn als Gast in seinen Palast einlud. Nach dem Scheitern eines Feldzuges gegen die Franzosen (1509) wurde er gefangen genommen und nach Mailand gebracht, wo er bis zu seiner Freilassung im Jahre 1510 blieb. Als er im selben Jahr nach Venedig zurückkehrte, trat er von seinem Posten als Condottiere zurück, weil er mit den ihm unterstellten Truppen (50 Mann) unzufrieden war, und ging nach Ferrara. Mit seinem Cousin Chiappino Vitelli († 1511) kehrte er nach Venedig zurück und ihre Bitte um 150 Mann wurde angenommen. Er nahm an mehreren Schlachten gegen das Herzogtum Ferrara teil, in denen er und Chiappino zu den Tapfersten gehörten.

### Kommando über die päpstlichen Truppen und Rückkehr zur Serenissima
Nachdem er Ende 1510 in die Reihen des Kirchenstaates übergewechselt war, wurde er 1511 von Papst Julius II. mit großen Vollmachten ausgestattet, die er sich mit seinem Cousin Chiappino teilte. Die Gründe für die Entscheidung, den beiden Vitellos wichtige Aufgaben anzuvertrauen, sind in der Entmutigung des Papstes zu suchen, der das Vertrauen in seine früheren Befehlshaber Francesco Maria I. della Rovere und Fabrizio I. Colonna verloren hatte. Er wurde mit etwa 4.000 Mann mit der Verteidigung von Modena beauftragt, doch plötzlich starb sein Cousin Chiappino, und Vitello wechselte erneut in den Sold der Venezianer (März 1511). Mit der Verteidigung von Treviso betraut, wurde er im August 1511 von Venedig erneut für die hervorragende Befestigung von Noale gelobt. In der Zwischenzeit hatte sich die Situation zugespitzt: Das Kaiserreich drängte immer wieder auf die Rückeroberung von Triest, das nach dem Cadore-Krieg von 1508 in venezianische Hände gefallen war. Während der Verteidigung der Stadt musste Vitelli nur wegen einer Krankheit, die ihn zweimal heimsuchte, kapitulieren, nicht aber vor seinen deutschen Feinden, die er zusammen mit Renzo da Ceri (1475–1536) in die Flucht schlug, wobei es ihm sogar gelang, einige Hauptleute der kaiserlichen Armee gefangen zu nehmen. Doch schon bald traten verschiedene Probleme auf. Der für seine Soldaten bestimmte Sold kam nicht rechtzeitig an und diese begannen zu stehlen und zu rauben, um zu überleben. Vitelli und seine Männer wurden jedoch vom Provveditore Gian Paolo Gradenigo wegen der Diebstähle und Morde in der Nähe von Cividale del Friuli und in Faedo angeklagt. Im Jahr 1512 belagerte er zusammen mit Giampaolo Baglioni Brescia und koordinierte die Verstärkung der lombardischen Stadt.

### Kurze Mailänder Periode
Nachdem Vitello erneut in Konflikt mit den Venezianern geraten war, verbrachte er eine kurze Zeit (von September bis Dezember 1512) unter dem Kommando des Herzogs von Mailand, Massimiliano Sforza. Während dieser Zeit hielt er sich in Florenz auf, wo er Giulio de’ Medici (den späteren Papst Clemens VII.) in die Stadt eskortierte. Nachdem er seinen Posten bei den Mailändern aufgegeben hatte, kehrte er in seine Heimatstadt Città di Castello zurück.

### Wieder unter dem Kommando der päpstlichen Truppen
Als Giovanni de’ Medici (Leo X.) 1513 zum Papst gewählt wurde, sah der Bischof von Grosseto Raffaele Petrucci (der schon immer in der pro-mediceischen Partei aktiv war) die konkrete Möglichkeit, die Republik Siena, die von Raffaels Cousin Borghese regiert wurde, unter seine Herrschaft (und damit auch unter die der Kirche) zu bringen. Daher unterstützte Vitello 1515 Raphael Petrucci bei seinen Zielen und stürmte mit etwa 2.000 Mann in das Gebiet von Siena. Im selben Jahr kam er auch dem Dogen von Genua, Ottaviano di Campofregoso, zu Hilfe, der vom Herzog von Mailand bedroht wurde. Im Jahr 1516 war er immer noch in Siena um Petrucci zu unterstützen.

### Kriege gegen Francesco Maria I. Della Rovere

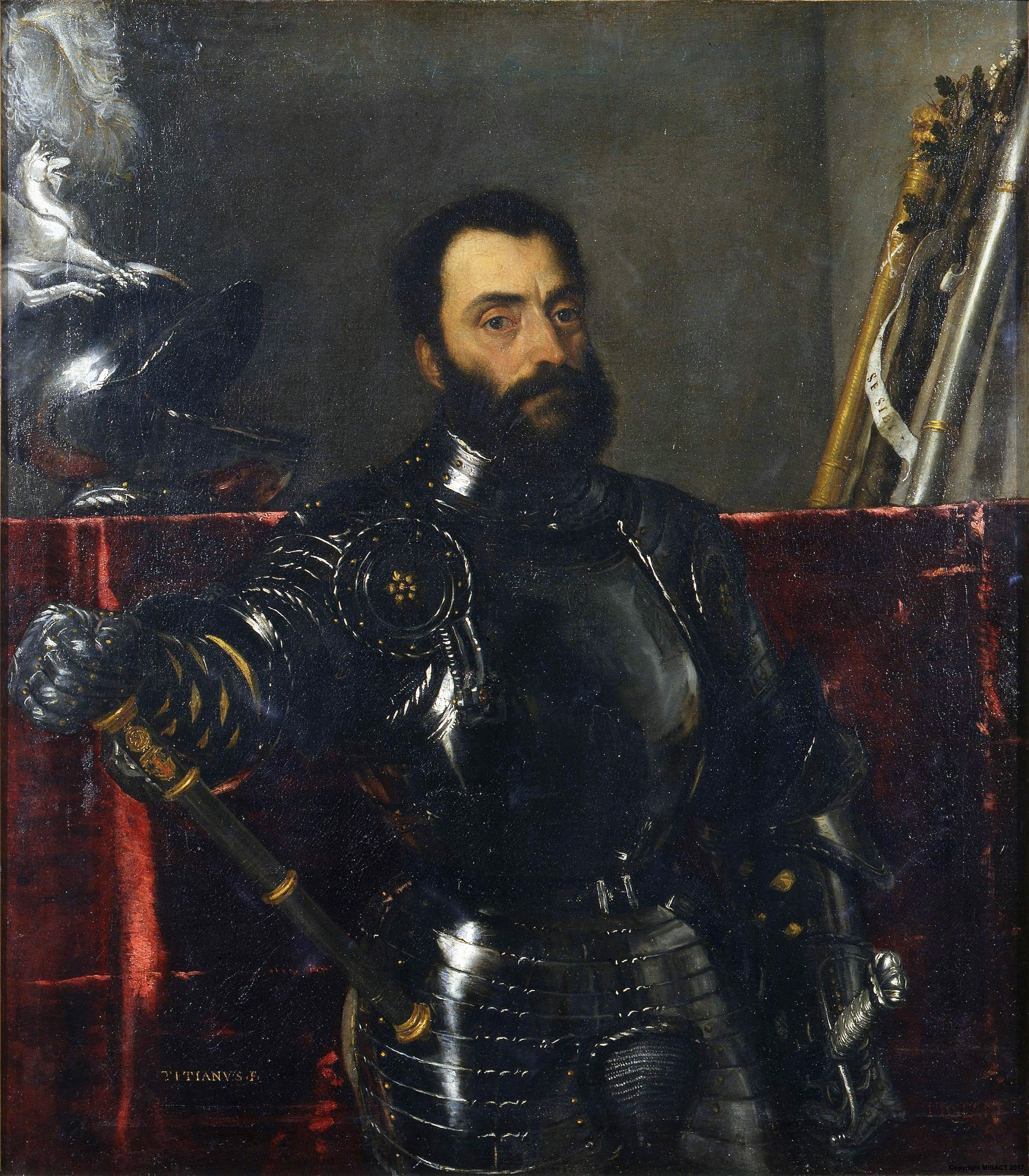
Tizian, Porträt von Francesco Maria Della Rovere

In der zweiten Hälfte des Jahres 1516 kämpfte er mit Hilfe von Renzo da Ceri gegen Francesco Maria I. della Rovere der Urbino angriff. Nachdem er zur Verteidigung der Stadt nach Rimini gezogen war weigerte sich Vitelli Urbino zu verteidigen, dessen Schutz sein Onkel Giulio übernehmen sollte, aber die Stadt nicht mehr kontrollieren konnte (1517). Von Lorenzo de’ Medici, Herzog von Urbino, beschuldigt, eine günstige Situation nicht ausgenutzt zu haben, um Della Rovere zu besiegen, kam es 1517 in den Reihen der päpstlichen Truppen zu heftigen Zusammenstößen zwischen Soldaten verschiedener Nationen (Spanier, Italiener, Franzosen usw.) und Vitelli begab sich mit 400 Franzosen nach Città di Castello, um die Bewegungen von Della Rovere zu verfolgen, der sich in Richtung Perugia bewegte. In der umbrischen Stadt verhinderte Vitellos Anwesenheit die Einnahme der Stadt durch seinen Widersacher. Im selben Jahr geriet er in der Nähe von Anghiari in den Hinterhalt von Francesco Maria I. Anschließend kehrt er mit etwa 2.000 Mann nach Città di Castello zurück.

### Kriege mit der Familie Este und der Tod von Papst Leo X.

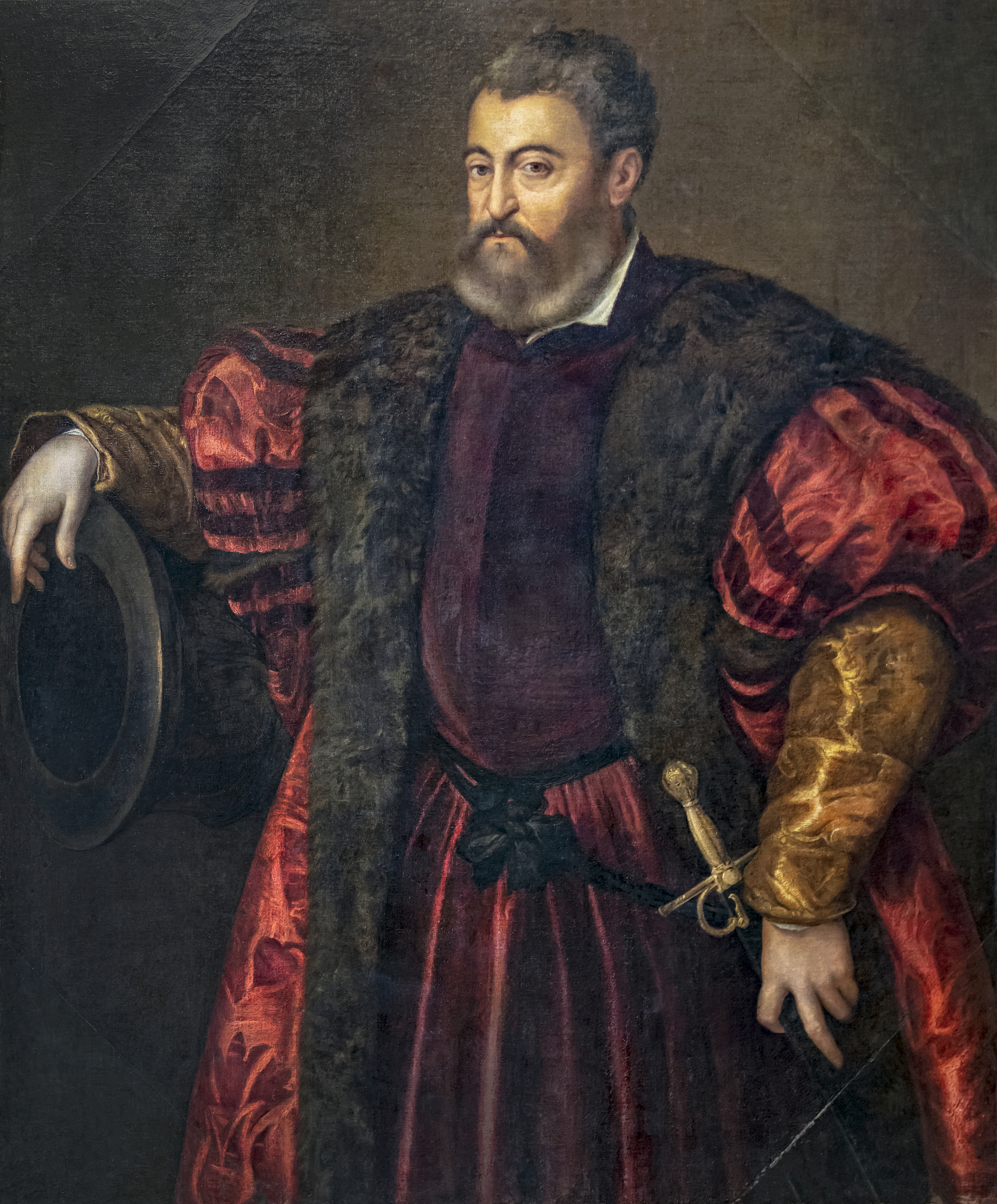
Tizian, Porträt Alfonso I. D’Este

Im Jahr 1518 hielt er sich in Florenz auf, wo er der Hochzeit von Lorenzo de’ Medici und Madeleine de La Tour d’Auvergne (den späteren Eltern von Caterina de’ Medici) beiwohnte, und im selben Jahr ernannte ihn der Papst zum Grafen von Montone. Im Jahr 1520 war er in Perugia und wurde beschuldigt, die Herrschaft von Gentile Baglioni zum Nachteil von Giampaolo Baglioni mit Waffen zu unterstützen. Im Jahr 1521 kämpfte er zunächst gegen die Franzosen unter dem Kommando von Prospero Colonna, dann nahm er an der Belagerung von Parma teil, bevor er mit mehr als 2.000 Mann zur Verteidigung von Modena weiterzog. Nachdem er den Herzog von Ferrara, Alfonso I. d’Este, in Finale Emilia angegriffen hatte, wo sich dieser verschanzt hatte, erzwang er die Rückkehr der d’Este in ihre Hauptstadt. Nachdem Mailand unter französische Herrschaft geraten war, zog sich Vitelli mit dem Bischof von Pistoia, Antonio Pucci, nach Reggio Emilia zurück, wo sie die Gerichtsbarkeit über Piacenza (das sich gegen die Franzosen aufgelehnt hatte) und Parma (das von Federico Gonzaga verlassen worden war) erhielten. Nach dem Tod von Papst Leo X. im Jahr 1522 blieb Vitello in den Diensten der Florentiner, die ihn erneut mit der Verteidigung von Perugia beauftragten, wo Gentile Baglioni von della Rovere, Camillo Orsini und Baglioni belagert wurde. Die Stadt wurde von einer gewaltigen Anzahl feindlicher Soldaten eingenommen, die von der Artillerie des Herzogs von Ferrara unterstützt wurden. Im selben Jahr hielt er sich in Pisa und Reggio Emilia auf (zusammen mit dem zukünftigen Papst Clemens VII.), bevor er in die Toskana zurückkehrte, wo er Lorenzo di Ceri bekämpfte, der auf Betreiben des Bischofs von Volterra, Alfonso Petrucci, seine Armeen in Richtung Siena und Florenz bewegte. 1523 bewachte er Reggio Emilia, das von der Familie d’Este bedroht wurde, und beschäftigte sich später damit, die Nachschubwege nach Mailand zu kappen, das von den Franzosen belagert wurde.

### Letzte Jahre und Tod

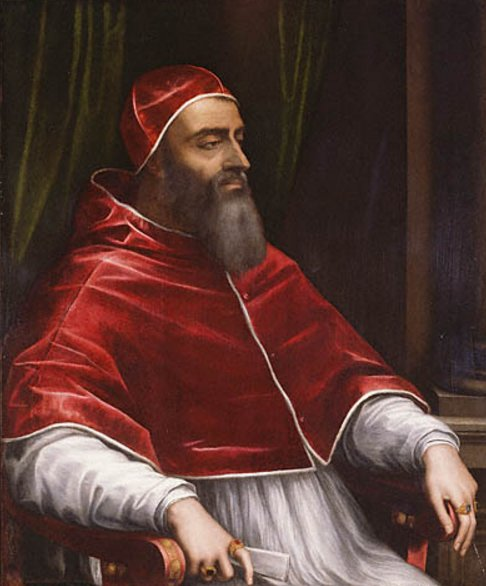
Sebastiano del Piombo, Porträt von Clements VII.

Im Jahr 1526 bekleidete er das Amt des Generalgouverneurs der Florentiner und das des Gouverneurs von Piacenza, ohne jedoch seine Tätigkeit als Condottiere aufzugeben: Er eilte nämlich dem Herzog von Mailand Francesco I. Sforza zu Hilfe. Nachdem er mit den Päpsten in Konflikt geraten war, lehnte er ein kaiserliches Angebot ab, das ihm Antonio de Leyva unterbreitete, um ein Angebot von Clemens VII. anzunehmen, der ihn für den Kampf gegen die Colonna benötigte. In den folgenden zwei Jahren kämpfte er zusammen mit Ceri in ganz Latium gegen die römische Familie (die auch vom Königreich Neapel unterstützt wurde). Als er 1528 unter dem Kommando von Odet de Foix an der Belagerung von Neapel teilnahm, starb er an der Pest.

## Heirat und Nachkommen
1522 heiratete Vitello in Città di Castello Angela de’ Rossi, ein Mitglied der Familie Rossi aus Parma und Tochter von Troilo I. de’ Rossi, Markgraf von San Secondo, mit der er drei Kinder hatte: Porzia, die Nonne wurde, Costanza, die Rodolfo Baglioni heiratete, und Camillo (1528–1557), der die politische und militärische Tradition der Familie fortführte.